# Carex shiriyajirensis
Carex shiriyajirensis là một loài thực vật có hoa trong họ Cói. Loài này được Akiyama ex Tatew. mô tả khoa học đầu tiên năm 1934.